# Diocesi di Sapë
La diocesi di Sapë (in latino Dioecesis Sappensis) è una sede della Chiesa cattolica in Albania suffraganea dell'arcidiocesi di Scutari-Pult. Nel 2022 contava 64.600 battezzati su 132.630 abitanti. È retta dal vescovo Simon Kulli.

## Territorio
La diocesi è localizzata nell'Albania settentrionale, e comprende l'intera prefettura di Kukës (con i comuni di Tropojë, Has e Kukës) e i comuni di Fushë Arrëz, Pukë e Vau i Dejës nella prefettura di Scutari.
La residenza vescovile è nel villaggio di Vau i Dejës, dove si trova la cattedrale di Madre Teresa. La diocesi tuttavia prende nome dalla fortezza di Sapë (chiamata Sappa in italiano), che si trova presso il villaggio di Nënshat, ove sorge l'ex cattedrale di San Giorgio.
Il territorio è suddiviso in 32 parrocchie.

## Storia
La diocesi fu eretta nel 1062 da papa Alessandro II.
Nel 1444 le tre diocesi di Dagno, Sarda e Sapë furono unite, ma l'unione fu di breve durata.
Nel 1491 la sede fu nuovamente unita alla diocesi di Sarda, ma ancora nel XVI secolo si ebbero due distinte linee episcopali con occasionali unioni in persona episcopi.
Nella prima metà del XVI secolo la diocesi ebbe un periodo di decadenza. Dapprima fu assegnata in commendam a prelati non residenti, successivamente attraversò un lungo periodo di sede vacante, che si protrasse fino al 1560. Nel 1594 la cattedrale era in rovina.
Nel 1703 la diocesi incorporò alcune parrocchie che erano appartenute alla diocesi di Pult.
Nel 1706 la cattedrale non aveva ancora un capitolo, ma era officiata da un solo missionario. La diocesi nello stesso anno contava 9000 fedeli e 16 parrocchie.
All'inizio del XX secolo la residenza vescovile era nel villaggio di Nënshat, in collina, a sud-est di Scutari.
Il 25 gennaio 1930 con il breve Incumbentis Nobis di papa Pio XI furono ridefiniti i confini tra la diocesi di Sapë e l'arcidiocesi di Scutari (oggi arcidiocesi di Scutari-Pult).
Il 24 gennaio 1947 fu giustiziato il sacerdote Luigj Prendushi, condannato a morte. Un altro prete, Ndoc Suma, fu condannato a 30 anni di carcere nel 1946 e si ammalò gravemente in carcere, fu rilasciato nel 1954 per motivi di salute e morì nel 1958. Sono stati entrambi beatificati con altri 37 martiri d'Albania il 5 novembre 2016.
Durante il periodo dell'ateismo di Stato la diocesi restò vacante dal 1948 al 2005.
Il 28 luglio 2012 papa Benedetto XVI ha nominato il cardinale Santos Abril y Castelló suo inviato speciale per la celebrazione del 950º anniversario di questa diocesi, che si è svolta il 29 settembre 2012.

## Cronotassi dei vescovi
Si omettono i periodi di sede vacante non superiori ai 2 anni o non storicamente accertati.
- Pietro † (menzionato nel 1291)
- Paolo † (? - 1376 deceduto)
- Benvenuto, O.F.M. † (2 luglio 1376 - ?)
- Pietro Zaccaria † (4 maggio 1395 - ?)
- Nicola † (1414 - circa 1422 deceduto)
- Michele † (3 luglio 1422 - dopo il 1428 deceduto)
- Pietro, O.S.B. † (13 luglio 1425 - dopo il 1428 deceduto)
- Matteo Ermolao † (6 marzo 1433 - 11 aprile 1440 nominato vescovo di Arbe)
- Giorgio † (13 giugno 1440 - ?)
- Emanuele, O.P. † (1459 - ?)
  - Bartolomeo Barbarigo † (1468 - 11 ottobre 1471 nominato vescovo di Parenzo) (amministratore apostolico)
- Marino Summa † (22 febbraio 1473 - ?)
- Gabriele, O.F.M. † (10 marzo 1479 - ?)
  - Biagio † (27 novembre 1489 - 1490) (amministratore apostolico)
- Prosdocimo † (20 dicembre 1490 - circa 1500)
- Pietro Strebbigna † (1503 - 1508 deceduto)
- Domingo García, O.P. † (5 luglio 1508 - ?)
- Giorgio † (? - 1513 deceduto)
- Pierre Tallon, O.F.M. † (27 giugno 1513 - ?)
- Juan Buenaventura Valderrama, O.F.M. † (3 settembre 1518 - ?)
- Afonso Cavalheiro, O.F.M.Conv. † (6 febbraio 1521 - ?)
  - Sede vacante (?-1560)
- Teobaldo Bianchi † (26 aprile 1560 - ottobre 1582 deceduto)
- Giorgio Palma † (9 settembre 1583 - circa 1590 deceduto)
- Nicola Bianchi † (7 novembre 1594 - 1617 o 1618 deceduto)
- Simoni Jeçi † (26 ottobre 1620 - 1621 deceduto)
- Pietro Budi † (21 luglio 1621 - dicembre 1622 deceduto)
- Giorgio Bianchi † (22 maggio 1623 - 1º ottobre 1635 nominato arcivescovo di Antivari)
- Francesco Bianchi † (17 dicembre 1635 - 1644 deceduto)
- Giorgio Bianchi † (14 novembre 1644 - 16 ottobre 1646 deceduto) (per la seconda volta)
- Simeone de Summis, O.F.M. † (27 maggio 1647 - 1672 deceduto)
- Stefano de Gaspare † (29 maggio 1673 - 14 febbraio 1680 deceduto)
- Martin Jelić † (28 settembre 1682 - maggio 1684 deceduto)
- Giorgio Teodori † (12 novembre 1685 - luglio 1706 deceduto)
- Egidio Quinto, O.F.M.Ref. † (21 marzo 1707 - 8 febbraio 1719 nominato arcivescovo di Antivari)
- Marino Gini † (29 marzo 1719 - 1720 deceduto)
- Giovanni Galata † (30 settembre 1720 - 15 novembre 1728 nominato vescovo di Alessio)
- Basilio Lindi † (15 dicembre 1728 - novembre 1744 deceduto)
- Lazzaro Uladagni † (9 marzo 1746 - 21 luglio 1749 nominato arcivescovo di Antivari)
- Giorgio Uladagni † (27 aprile 1750 - 9 marzo 1765 deceduto)
- Nicola Lindi † (5 agosto 1765 - prima del 19 agosto 1791 deceduto)
- Giovanni Logorezzi † (26 settembre 1791 - 1795 deceduto)
- Antonio Angelo Radovani † (27 giugno 1796 - 8 luglio 1808 nominato vescovo di Scutari)
- Marco Negri † (8 luglio 1808 - 13 maggio 1820 deceduto)
- Lekë Suma † (5 dicembre 1820 - 23 dicembre 1826 deceduto)
- Lazzaro Uladagni Bianchi † (24 aprile 1827 - 13 aprile 1829 deceduto)
- Pietro Borzi † (18 dicembre 1829 - 13 febbraio 1839 deceduto)
  - Giovanni di Spalatro, O.F.M.Obs. † (24 settembre 1839 - ? dimesso) (vescovo eletto)
  - Antonio Bassić † (10 gennaio 1840 - febbraio 1840 dimesso) (vescovo eletto)
- Giorgio Labella, O.F.M.Ref. † (2 ottobre 1840 - 26 novembre 1844 nominato arcivescovo di Durazzo)
- Pietro Severini, O.F.M.Ref. † (26 novembre 1844 - 6 novembre 1873 deceduto)
- Giulio Marsili, O.F.M.Obs. † (11 novembre 1873 succeduto - 11 maggio 1890 dimesso[5])
- Lorenzo Petris de Dolammare † (5 agosto 1890 - 12 giugno 1892 dimesso[6])
- Gabriele Neviani, O.F.M.Ref. † (10 gennaio 1893 - prima del 12 marzo 1900 dimesso[7])
  - Pietro Sereggi, O.F.M. † (31 marzo 1900 - ? dimesso) (vescovo eletto)
- Lazër Mjeda † (10 novembre 1900 - 24 dicembre 1904 nominato arcivescovo coadiutore di Scutari[8])
- Giacomo Sereggi † (7 agosto 1905 - 14 aprile 1910 nominato arcivescovo di Scutari)
- Gjergj Koleci † (21 settembre 1911 - 2 gennaio 1928 deceduto)
- Zef Gjonali † (13 giugno 1928 - 30 ottobre 1935 dimesso[9])
- Beato Vinçenc Prennushi, O.F.M. † (27 gennaio 1936 - 26 giugno 1940 nominato arcivescovo di Durazzo)
- Gjergj Volaj † (26 giugno 1940 - 3 aprile 1948 deceduto)
  - Sede vacante (1948-2005)[10]
- Dodë Gjergji (23 novembre 2005 - 12 dicembre 2006 nominato amministratore apostolico di Prizren)
- Lucjan Avgustini † (12 dicembre 2006 - 22 maggio 2016 deceduto)
- Simon Kulli, dal 15 giugno 2017

## Statistiche
La diocesi nel 2022 su una popolazione di 132.630 persone contava 64.600 battezzati, corrispondenti al 48,7% del totale.
| anno | popolazione | popolazione | popolazione | presbiteri | presbiteri | presbiteri | presbiteri                | diaconi | religiosi | religiosi | parrocchie |
| anno | battezzati  | totale      | %           | numero     | secolari   | regolari   | battezzati per presbitero | diaconi | uomini    | donne     | parrocchie |
| ---- | ----------- | ----------- | ----------- | ---------- | ---------- | ---------- | ------------------------- | ------- | --------- | --------- | ---------- |
| 1944 | 16.597      | ?           | ?           | ?          | ?          | ?          | ?                         | ?       | ?         | ?         | ?          |
| 1999 | 159.000     | 177.000     | 89,8        | 6          | 3          | 3          | 26.500                    |         | 7         | 14        | 17         |
| 2000 | 91.000      | 177.000     | 51,4        | 8          | 4          | 4          | 11.375                    |         | 8         | 22        | 17         |
| 2001 | 90.000      | 200.000     | 45,0        | 9          | 4          | 5          | 10.000                    |         | 9         | 47        | 20         |
| 2002 | 90.000      | 200.000     | 45,0        | 9          | 4          | 5          | 10.000                    |         | 9         | 57        | 20         |
| 2003 | 90.000      | 200.000     | 45,0        | 14         | 11         | 3          | 6.428                     |         | 10        | 49        | 24         |
| 2004 | 90.000      | 200.000     | 45,0        | 14         | 10         | 4          | 6.428                     |         | 6         | 49        | 33         |
| 2007 | 90.600      | 201.300     | 45,0        | 11         | 10         | 1          | 8.236                     |         | 4         | 6         | 29         |
| 2010 | 70.300      | 203.000     | 34,6        | 15         | 10         | 5          | 4.686                     | 1       | 7         | 44        | 32         |
| 2014 | 70.701      | 202.800     | 34,9        | 19         | 11         | 8          | 3.721                     | 1       | 9         | 51        | 32         |
| 2017 | 70.100      | 135.000     | 51,9        | 14         | 4          | 10         | 5.007                     | 1       | 13        | 55        | 33         |
| 2020 | 65.800      | 133.850     | 49,2        | 19         | 11         | 8          | 3.463                     |         | 9         | 51        | 32         |
| 2022 | 64.600      | 132.630     | 48,7        | 19         | 11         | 8          | 3.400                     |         | 10        | 51        | 32         |